# Мадонна Конестабіле
«Мадонна Конестабіле» (чи «Мадона з немовлям») — мініатюрне і, ймовірно, незакінчене зображення Діви Марії і немовляти Христа пензля 20-річного Рафаеля. В цій картині Рафаель вперше звертається до образу Мадонни, який надалі стане однією із головних тем його творчості.
Вважається останньою роботою, створеною Рафаелем в Умбрії, до переїзду у Флоренцію (художник, швидше за все, залишив її незавершеною у зв'язку з переїздом).
Картина належала сім'ї графа Конестабіле з Перуджу, коли в 1871 році була придбана російським імператором Олександром II. Він подарував картину своїй дружині Марії Олександрівні. Відтоді вона виставляється в зібранні Ермітажу в Санкт-Петербурзі.
Ермітажні роботи старих майстрів сильно постраждали при переведенні з дошки на полотно — звичайна практика в багатьох музеях XIX століття. Однак цей процес приносив і свої відкриття. Нині картина зображує Мадонну за читанням книги — ймовірно, Священного Писання. В 1881, коли картина переводилася на полотно, було виявлено, що спочатку вона тримала в руках не книгу, а гранат — символ пролитої крові і Христової жертви.
Під час ермітажних розпродажів радянського часу картину разом із «Мадонною Альбою» вивезли в Європу, однак, попри скромність запитуваної ціни, покупця на «сумнівну» роботу знайти так і не змогли. Завдяки цьому «Мадонна Конестабіле» залишилася єдиним полотном Рафаеля в російських зборах.
До переведення на полотно одне ціле з картиною становила пишна рама з гротесками, створена в один час з полотном, ймовірно, по малюнку самого Рафаеля. «Мадонна Конестабіле» і зараз виставляється в цій рамі — поруч з такими шедеврами Відродження, як «Мадонна Бенуа» і «Мадонна Літта» Леонардо да Вінчі.